# Rackhäst
Rackhästen eller Single-foot horse, är en hästras från USA som utvecklats ur en annan amerikansk hästras, tennessee walking horse. Rasen är mest känd för att vara "gaited", vilket innebär att den har en extra gångart som kallas "rack" eller "Single-foot". Rack är en snabb och bekväm gångart som påminner mycket om tölt med enbart en hov i taget som nuddar marken. Rackhästen utvecklades på plantagerna precis som sin föregångare men fick namnet racking horse för att man inte skulle knyta an hästen till en speciell region.  

## Historia
Rackinghästen utvecklades ur tennessee walking horse på plantagerna i södra USA, strax innan Amerikanska inbördeskriget. En grupp amerikanska affärsmän i Alabama, med Joe D. Bright i spetsen, formade en förening under 1960-talet för att få rackhästen godkänd i USA som en egen ras, men då det inte fanns ett riktigt avelsprogram för rasen så avslogs männens ansökan. Ett program startades under slutet av 60-talet för att få en standard och skilja rackhästen från tennessee walkern. Han anlitade flera kända hästuppfödare och tränare till uppgiften. Den 23 maj 1971 blev rasen äntligen godkänd av USA:s jordbruksdepartement (USDA), som en helt egen ras, och hästarna kunde nu skyddas genom att registreras.

## Egenskaper
Rackhästen är välkänd för sin skönhet och för den töltliknande gångarten "rack" som är väldigt bekväm för ryttaren att rida. Rasen används mest inom uppvisningsridning där man visar upp de fina gångarterna och höga steget. Hästarna måste även visa prov på gångarten för att kunna registreras.
Till det yttre är rackhästen identisk med tennesse walking horse, då det inte förekommer influenser från andra hästraser. Ryggen är lång och smal, huvudet är fint skuret och benen är långa och muskulösa. 